# 진 레이브
진 레이브(Jean Lave)는 변화하는 실천에 참여하는 변화로서의 학습을 이론화하는 사회인류학자이다. 그녀의 평생의 작업은 학습과 교육에 대한 전통적인 이론에 도전한다.

## 교육과 경력
레이브는 스탠퍼드 대학교에서 학사 학위를 받았고, 1968년 하버드 대학교에서 사회인류학 박사 학위를 취득했다. 그녀는 캘리포니아 대학교 어바인에서 가르쳤으며 현재 캘리포니아 대학교 버클리의 지리학 명예 교수이다.
1988년 레이브는 첫 번째 책인 "실천 속의 인지: 일상생활의 정신, 수학 및 문화(Cognition in Practice: Mind, Mathematics and Culture in Everyday Life)"를 출판했다. 이 책에서 그녀는 학교 외부 환경에서 산술이 어떻게 사용되는지를 탐구하며, 인지, 실천, 문화 및 사회 간의 관계에 대한 사회학적 이해에 대한 함의를 다룬다. 예를 들어, 그녀는 오렌지군 (캘리포니아주)의 식료품 쇼핑객들이 비교 쇼핑에 필요한 수학을 성공적으로 수행할 수 있었지만, 공식적인 시험에서 같은 문제를 제시받았을 때는 같은 수학을 수행할 수 없었음을 보여준다. 이 작업은 학습 전이 이론에 대한 비판으로 간주되며 합리성 이론과 일상적 사고 이론 간의 명확한 경계 설정을 거부한다.
1991년 레이브는 학생 에티엔 벵거와 공동으로 그녀의 중요한 저서 "상황 학습: 합법적 주변 참여(Situated Learning: Legitimate Peripheral Participation)"를 출판하면서 상황 학습 및 실천 공동체 이론을 개척했다. 상황 학습 이론은 인류학자 나이젤 라포트의 말에 따르면, 학습은 "사회적 과정"이며 개인은 "참가자들이 공통된 정체성과 목표를 공유하는 상황에서 가장 잘 배운다... 우리 삶의 한가운데서, 다른 일상적인 일을 하면서, 우리가 동일시하는 사람들과 함께" 학습한다. 더 나아가, 이 저작과 후속 연구에서 레이브의 견습에 대한 연구는 교육심리학에 대한 중요한 비판으로 인정받고 있다. 2024년 9월 현재, "상황 학습"은 103,000회 이상 인용되었다.

## 상과 수상
1989년 레이브는 스펜서 재단의 스펜서 선임 학자로 선정되었다. 1994년 레이브는 미국 교육 연구 협회로부터 실비아 스크리브너 연구상(Sylvia Scribner Research Award)을 받았다. 2013년 레이브는 앤서니 F. C. 월리스와 함께 미국 심리인류학회에서 평생 공로상을 공동 수상했다.
그녀는 2008년 오르후스 대학교에서, 2015년 세인트앤드루스 대학교에서 명예 학위를 받았다.

## 선택된 출판물
레이브의 출판된 책은 다음과 같다:
- 학습과 일상생활: 접근, 참여, 그리고 변화하는 실천 (Learning and Everyday Life: Access, Participation, and Changing Practice) (2019)
- 비판적 민족지학 실천의 견습 (Apprenticeship in Critical Ethnographic Practice) (2011)
- 인물 속 역사: 지속되는 투쟁, 논쟁적인 실천, 친밀한 정체성 (History in Person: Enduring Struggles, Contentious Practice, Intimate Identities) (도로시 홀랜드와 공동 편집, 2000)
- 실천 이해 (Understanding Practice) (세스 채이클린과 공동 저술, 1993)
- 상황 학습: 합법적 주변 참여 (Situated Learning: Legitimate Peripheral Participation) (에티엔 벵거와 공동 저술, 1991)
- 실천 속 인지 (Cognition in Practice) (1988)

## 같이 보기
- 실천 공동체
- 합법적 주변 참여
- 상황 학습
- 성별과 지능
- 상황 인지